# Quedius citelli
Quedius citelli (лат.) — вид коротконадкрылых жуков рода Quedius из подсемейства Staphylininae (Staphylinidae). Россия (Забайкалье). Найден в норе даурского суслика (Spermophilus dauricus).

## Описание
Мелкие жуки с укороченными надкрыльями и удлиненным телом (6,0—8,0 мм). Тело от чёрного до тёмно-коричневого, с красноватыми надкрыльями. Эдеагус: парамер апикально ромбовидной формы, с округлой вершиной; срединная лопасть шире, с широкой вершиной. Формула лапок 5-5-5. Голова округлая, более узкая, чем переднеспинка. Передняя часть тела (голова и пронотум) блестящая. Включён в состав подрода Microsaurus (по признаку выемчатого переднего края лабрума, пронотум с краевыми волосками, расположенными около пронотального края). До настоящего времени вид был известен только из типового местонахождения Адун-Челонский хребет (Adun-Tshelon Mountain Ridge) в Забайкальском крае (Читинская область, Киршенблат 1933). Он был собран в норе даурского суслика (Spermophilus dauricus Brandt, 1843). Бохач (1988) проиллюстрировал эдеагус этого экземпляра, который он утверждал как тип Q. citelli. В 2019 исследователям удалось найти три экземпляра с этикетками «Адун-Цхелонский племхоз. Забайкальск. Бычков VIII.929/ нора даурского суслика/ Quedius citelli sp. nov. Kirshenblat det», которые, несомненно, являются синтипами Q. citelli. Однако синтип самца был целым (не препарированным Бохачем), и новое исследование его эдеагуса показало, что его структура полностью отличается от описания и иллюстрации, представленных Бохачем (1988), который, возможно, препарировал другой синтипный экземпляр, который позднее не нашли, и в этом случае под Q. citelli скрывались два вида. Вид был впервые описан в 1933 году советским биологом Яковом Давидовичем Киршенблатом (1912—1980).